# Løngangstræde
Løngangstræde er en gade i Indre By i København, der går fra Vandkunsten til Vester Voldgade. Gaden er opkaldt efter en løngang, der lå her fra 1607 til omkring 1670.
Gadens bebyggelses spænder over mere end tohundrede år. På den nordlige side ligger en fløj af komplekset Vartov og Vartov Kirke fra midten af 1700-tallet. Overfor ligger First Hotel Twentyseven i en bygning fra 1908. Derudover er der en række etageejendomme på begge sider med opførelsesår spændende fra 1805 til 1985.

## Historie
Gaden er opkaldt en løngang, der blev anlagt i 1607 som en dækket udgang fra Slotsholmen. Den kunne bruges som flugtvej i tilfælde af krig og som en diskret vej ud af byen for kongerne i fredstid. Løngangen forsvandt omkring 1670, da Vestervold blev omlagt og udbygget. På samme tid forsvandt kanalen Møllegraven og en tilhørende vandmølle ved Vandkunsten. I stedet anlagdes gaden på kanalens plads. Gadens nuværende navn kendes fra 1689.
I 1666 flyttede stiftelsen Vartov, der fungerede som fattighospital, ind i bygninger på den parallelle Farvergade. Med tiden blev de dog så medtagne, at det blev nødvendigt at anlægge nye bygninger. Som den førte opførtes en toetages grundmuret bygning langs med Løngangstræde i 1724-1728, og i 1729 fulgte en udvidelse mod Vester Voldgade. De blev opført under ledelse af J.C. Krieger. I 1743 stod Philip de Lange for en tredje fløj mod Farvergade. Endelig opførtes Vartov Kirke ved Løngangstræde i 1754-1755. Hospitalets bygninger blev moderniseret og forhøjet med en etage af N.S. Nebelong i 1856-1860. Endelig opførtes en tilbygning fra forhuset Løngangstræde 24 til sidehuset i Farvergade 25 af Aage Rafn i 1930. Vartov flyttede til Østerbro som Gammel Kloster i 1934, efter at de gamle bygninger i forvejen var blevet overtaget af Københavns Kommune i 1919.

## Bygninger
Den trefløjede ejendom Kronborg med adresserne Løngangstræde 16 / Vandkunsten 12 / Gåsegade 2 / Farvergade 15 blev opført over to omgange i 1894-1895 og 1908-1910. Arkitekterne var Rogert Møller og svigersønnen Valdemar Dan. Bygningen ejes i dag af Danmarks Lærerforening, der har sit hovedsæde her med indgang fra Vandkunsten. Løngangstræde 18 blev opført i 1895-1896 for malermester F.T.F. Bredenbeck. Løngangstræde 20 hænger sammen med nr. 17 på den parallelle Farvergade. Den blev opført i 1909-1910 af Rogert Møller og Valdemar Dan. Ud mod Løngangstræde består bygningen af fire etager og en mansardetage med en afrundet top.
Løngangstræde 19-21 blev opført i 1905 efter tegninger af Valdemar Ingemann og hans søn Bernhard Ingemann. Den er udsmykket med balustrader, ranker og et relief øverst. Løngangstræde 23 blev opført i 1985. Det er en rødstensejendom i fem etager og mansardetage. Med undtagelse af stueetagen har de midterste fag på hver etage franske altaner. Løngangstræde 25 er opført som en moderne femetages ejendom i 1943. Det ses tydeligt på facaden, at den har opgang i højre side.
Løngangstræde 27 blev opført i 1908. Bygningen rummede oprindeligt et missionshotel, der senere blev til Hotel Mermaid. Nu holder det 200 værelser store First Hotel Twentyseven til her. Løngangstræde 37 blev opført som en treetages bygning i 1804-1805 for tømrermester Friderich Koops enke. Den blev forhøjet med en ekstra etage i 1856-1859. Hjørneejendommen Løngangstræde 39 / Vester Voldgade 83-85 blev opført i 1888 for orgelbygger Olsen.